# Veröffentlichungen des Zentralinstituts für Alte Geschichte und Archäologie der Akademie der Wissenschaften der DDR
In der Reihe Veröffentlichungen des Zentralinstituts für Alte Geschichte und Archäologie der Akademie der Wissenschaften der DDR wurden seit 1973 bis zum Ende der Deutschen Demokratischen Republik vor allem die Ergebnisse ambitionierter Groß- und Forschungsprojekte des Zentralinstituts für Alte Geschichte und Archäologie der Akademie der Wissenschaften der DDR veröffentlicht. Viele dieser Projekte wurden nach Planvorgaben von den Mitarbeitern der Akademie innerhalb eines geplanten Zeitraumes geschaffen, dabei orientierte man sich an der Planwirtschaft in Industrie und Landwirtschaft. So wurden zum einen die Kräfte und das Wissen vieler Mitarbeiter gebündelt, andererseits wurde der Raum für individuelle Forschungen massiv eingeschränkt.
Obwohl viele der Veröffentlichungen in Wissenschaftskreisen gut aufgenommen wurden und manche Werke wie Band 4: „Die Germanen“ Standardwerkcharakter haben, wird das endgültige Urteil über diese Großprojekte von Wilfried Nippel zum Ausdruck gebracht: „[dass] von Autorenkollektiven in langjähriger Arbeit erstellte (noch so respektable) Darstellungen eher als Verschleuderung der vorhandenen wissenschaftlichen Kapazitäten gelten müssen“. Angegeben sind neben Autoren bei Monografien und den Herausgebern die Leiter der Autorenkollektive.
| Band | Autoren/ Herausgeber                      | Titel | Jahr | ISBN               | Bemerkungen  |
| 01   | Joachim Herrmann, Irmgard Sellnow         | Beiträge zur Entstehung des Staates | 1973 |                    |              |
| 02   | Witold Hensel                             | Ur- und Frühgeschichte Polens | 1974 |                    |              |
| 03   | Rigobert Günther, Helga Köpstein (Leiter) | Die Römer an Rhein und Donau. Zur politischen, wirtschaftlichen und sozialen Entwicklung in den römischen Provinzen an Rhein, Mosel und oberer Donau im 3. und 4. Jh.                                                                         | 1975 |                    |              |
| 04   | Bruno Krüger (Leiter)                     | Die Germanen. Geschichte und Kultur der germanischen Stämme in Mitteleuropa. Ein Handbuch in 2 Bänden | 1976 |                    | Handbuch     |
| 05   | Irmgard Sellnow                           | Weltgeschichte bis zur Herausbildung des Feudalismus. Ein Abriss | 1977 |                    | Handbuch     |
| 06.1 | Reimar Müller (Leiter)                    | Kulturgeschichte der Antike. Griechenland | 1976 |                    | Handbuch     |
| 06.2 | Reimar Müller (Leiter)                    | Kulturgeschichte der Antike. Rom | 1978 |                    | Handbuch     |
| 07   | Joachim Herrmann, Irmgard Sellnow         | Die Rolle der Volksmassen in der Geschichte der vorkapitalistischen Gesellschaftsformationen. Zum XIV. Internationalen Historiker-Kongress in San Francisco 1975                                                                              | 1975 |                    | Kongressband |
| 08   | Reimar Müller (Herausgeber)               | Der Mensch als Mass der Dinge. Studien zum griechischen Menschenbild in der Zeit der Blüte und Krise der Polis | 1976 |                    |              |
| 09   | Joachim Herrmann (Herausgeber)            | Archäologische Denkmale und Umweltgestaltung | 1978 |                    |              |
| 10   | Dimităr Angelov                           | Die Entstehung des bulgarischen Volkes | 1980 |                    |              |
| 11   | Heinrich Kuch (Herausgeber)               | Die griechische Tragödie in ihrer gesellschaftlichen Funktion | 1983 |                    |              |
| 12   | Joachim Herrmann, Irmgard Sellnow         | Produktivkräfte und Gesellschaftsformationen in vorkapitalistischer Zeit | 1982 |                    |              |
| 13   | Fritz Jürß                                | Geschichte des wissenschaftlichen Denkens im Altertum | 1982 |                    |              |
| 14   | Joachim Herrmann                          | Die Slawen in Deutschland. Geschichte und Kultur der slawischen Stämme westlich von Oder und Neisse vom 6. bis 12. Jh. Ein Handbuch | 1985 |                    |              |
| 15   | Rigobert Günther, Alexander R. Korsunskij | Germanen erobern Rom. Der Untergang des Weströmischen Reiches und die Entstehung germanischer Königreiche bis zur Mitte des 6. Jh. | 1986 | ISBN 3-05-000127-5 |              |
| 16   | Joachim Herrmann, Jens Köhn               | Familie, Staat und Gesellschaftsformation. Grundprobleme vorkapitalistischer Epochen einhundert Jahre nach Friedrich Engels’ Werk „Der Ursprung der Familie, des Privateigentums und des Staats“ = Family, state and the formation of society | 1988 | ISBN 3-05-000353-7 |              |
| 17   |                                           | |      |                    |              |
| 18   | Horst Klengel (Leiter)                    | Kulturgeschichte des alten Vorderasien | 1989 | ISBN 3-05-000577-7 |              |
| 19   | Heinrich Kuch (Leiter)                    | Der antike Roman. Untersuchungen zur literarischen Kommunikation und Gattungsgeschichte | 1989 | ISBN 3-05-000578-5 |              |

## Belege
1. ↑  Wilfried Nippel: Gnomon, Band 66 (1994), Seite 345, Anmerkung 11 (Rezension Willing), ISSN 0017-1417